# Чигили
Чигили — деревня в Оричевском районе Кировской области в составе Мирнинского городского поселения.

## География
Располагается на расстоянии примерно 22 км по прямой на запад-юго-запад от райцентра поселка Оричи.

## История
Известна с 1802 года как починок Родионовский (Чигили) с 2 дворами. В 1873 здесь было учтено дворов 3 и жителей 24, в 1905 9 и 80, в 1926 (Чигили или Родионовский ) 13 и 75, в 1950 15 и 58, в 1989 году проживало 2 человека.

## Население
Постоянное население  составляло 1 человек (русские 100%) в 2002 году, 1 в 2010.